# Port maritime de Limbé
Le Port maritime de Limbé est l'un des premiers ports de la côte camerounaise. Il se trouve à Limbé et donne sur le golfe de Guinée (océan Atlantique).